# 二乙氨基三氟化硫
二乙基氨基三氟化硫，简称DAST是一种有机硫化合物，化学式 Et2NSF3。这种液体是一种氟化剂，用于合成有机氟化合物。二乙基氨基三氟化硫是无色的，但旧样本会呈橙色。

## 制备
DAST可以由二乙基氨基三甲基硅烷和四氟化硫反应而成：
Et2NSiMe3 + SF4 → Et2NSF3  +  Me3SiF
原论文使用三氯氟甲烷（氟利昂-11）作为溶剂，但这种化合物因为被蒙特利尔议定书禁用，不再作为商品化学品提供，现已使用乙醚作为替代溶剂。

## 用处
DAST在有机合成中用作氟化剂，可以把醇（ROH）和醛（RCHO）氟化成对应的氟代烃（RF和RCHF2）。它和硫醚或亚砜反应，生成对应的α-氟代硫醚。
它也用作傅-克反应的催化剂。

## 危险和替代试剂
DAST加热分解成极易爆炸的(NEt2)2SF2，并产生四氟化硫气体。为了尽量减少发生事故，存放DAST样本時要保持在50 °C以下。双(2-甲氧乙基)氨基三氟化硫（商品名Deoxo-Fluor）和四氟硼酸二氟(吗啉基)化锍（商品名XtalFluor-M）都是衍生自DAST的试剂，但較難爆炸。